# Hehoa bunigera
Genre
Espèce
Hehoa bunigera, unique représentant du genre Hehoa, est une espèce d'opilions eupnois de la famille des Sclerosomatidae.

## Distribution
Cette espèce est endémique de l'État shan en Birmanie.

## Description
Le mâle syntype mesure 6 mm

## Publication originale
- Roewer, 1929 : « On a collection of Indian Palpatores (Phalangiidae) with a revision of the continental genera and species of the sub-family Gagrellinae Thorell. » Records of the Indian Museum, vol. 31, no 2, p. 107–159 (texte intégral).